# Đồng hồ điện

Đồng hồ điện (công tơ) ở Canada.

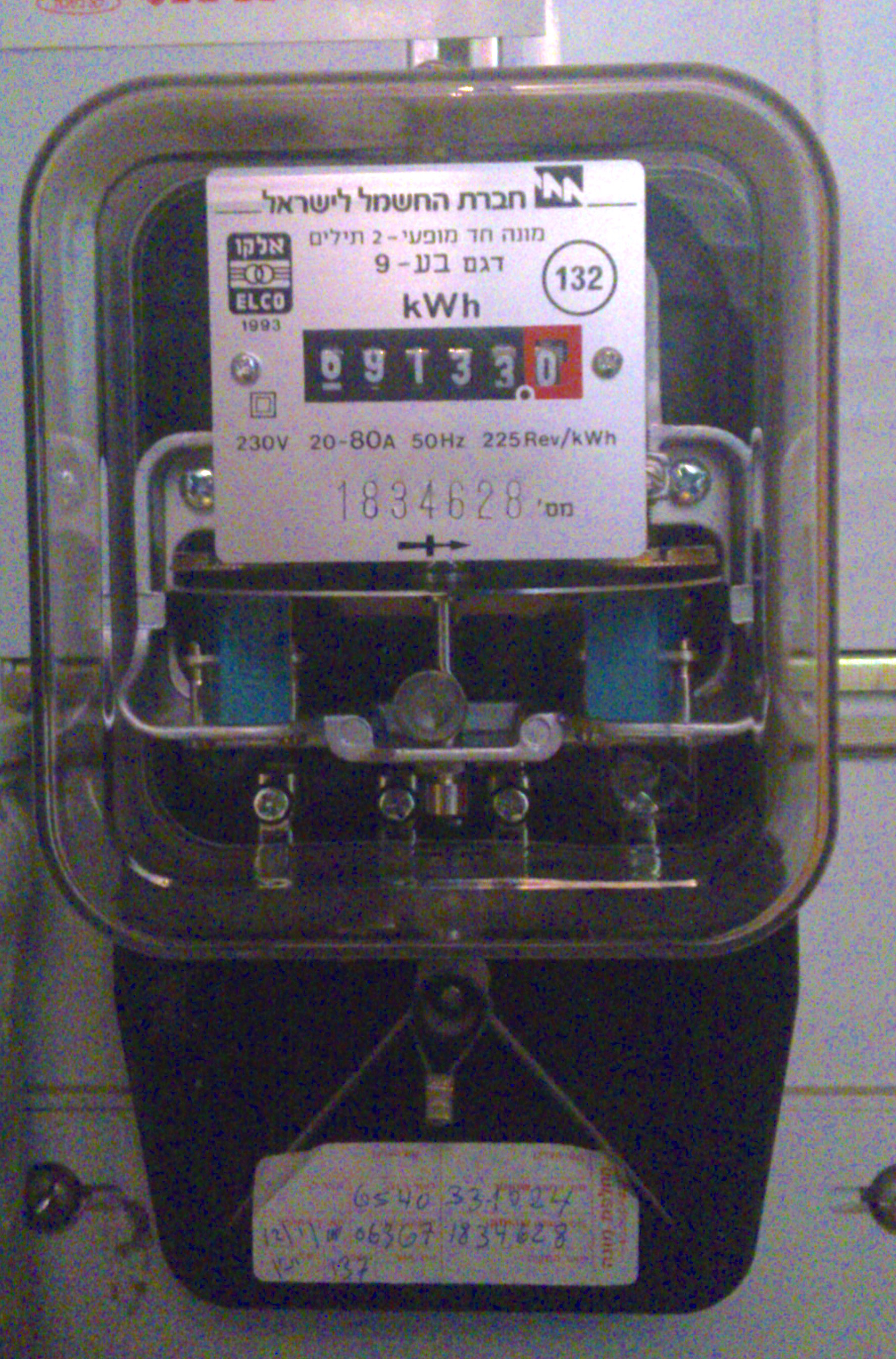
Đồng hồ điện có vỏ nhựa trong suốt của Israel

Đồng hồ điện, công tơ điện hay điện năng kế là thiết bị đo lượng điện năng tiêu thụ của một phụ tải điện .
Phụ tải điện là hộ tiêu dùng, doanh nghiệp, hoặc đơn giản là một thiết bị chạy bằng điện. Các tiện ích điện sử dụng đồng hồ điện được lắp đặt tại cơ sở của khách hàng cho mục đích thanh toán. Đồng hồ điện thường được hiệu chuẩn trong các đơn vị thanh toán, phổ biến nhất là tính bằng kilowatt giờ (kWh), và đọc số vào mỗi kỳ thanh toán .
Khi có yêu cầu tiết kiệm năng lượng trong những giờ cao điểm, một số loại công tơ điện có thể đo lường sử dụng năng lượng tối đa trong khoảng thời gian đó. Công tơ như vậy cho phép thay đổi giá điện trong một ngày, để ghi lại mức sử dụng trong các khoảng thời gian chi phí cao và ngoài giờ cao điểm, chi phí thấp hơn. Ngoài ra, ở một số khu vực, máy đo có thể có rơle để giảm tải đáp ứng nhu cầu trong thời gian tải cao điểm .

## Phân loại công tơ điện
1. Công tơ điện 1 pha: Công tơ điện 1 pha cơ, công tơ điện 1 pha điện tử.
2. Công tơ điện 3 pha: Công tở điện 3 pha trực tiếp, công tơ điện 3 pha gián tiếp.
3. Công tơ điện 2 chiều: Được áp dụng cho các gia đình, doanh nghiệp có lắp đặt hệ thống điện năng lượng mặt trời, đếm phân biệt được lượng điện năng mà hộ tiêu thụ và lượng điện năng hộ phát lên lưới.